# Fletcherea minuscula
Fletcherea minuscula là một loài bướm đêm trong họ Noctuidae.